# Wäldi
Wäldi is een gemeente en plaats in het Zwitserse kanton Thurgau, en maakt deel uit van het district Kreuzlingen.

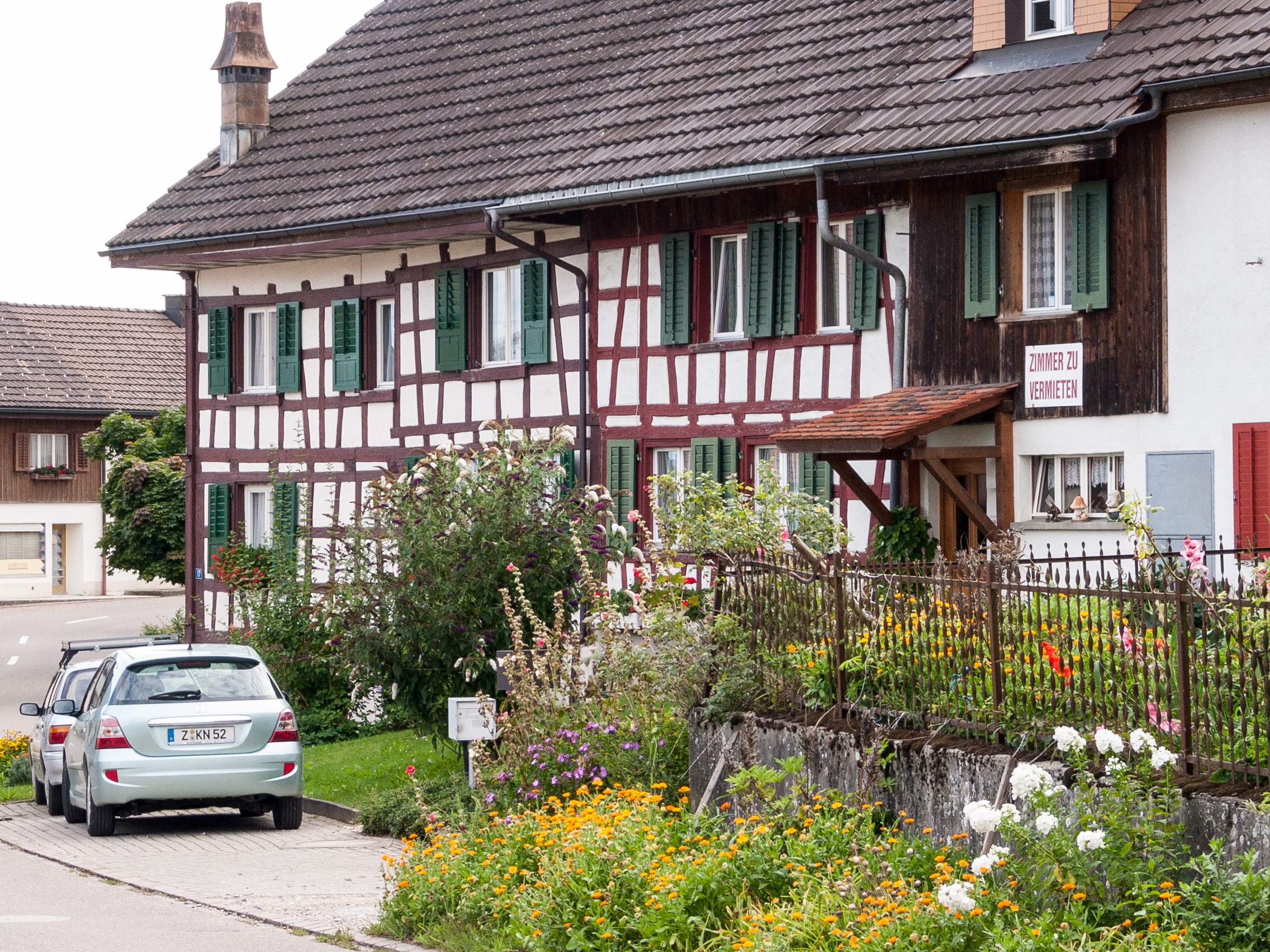
Dorpstraat in Wäldi

Lengwil telt 1239 inwoners.